# Piet Paternotte

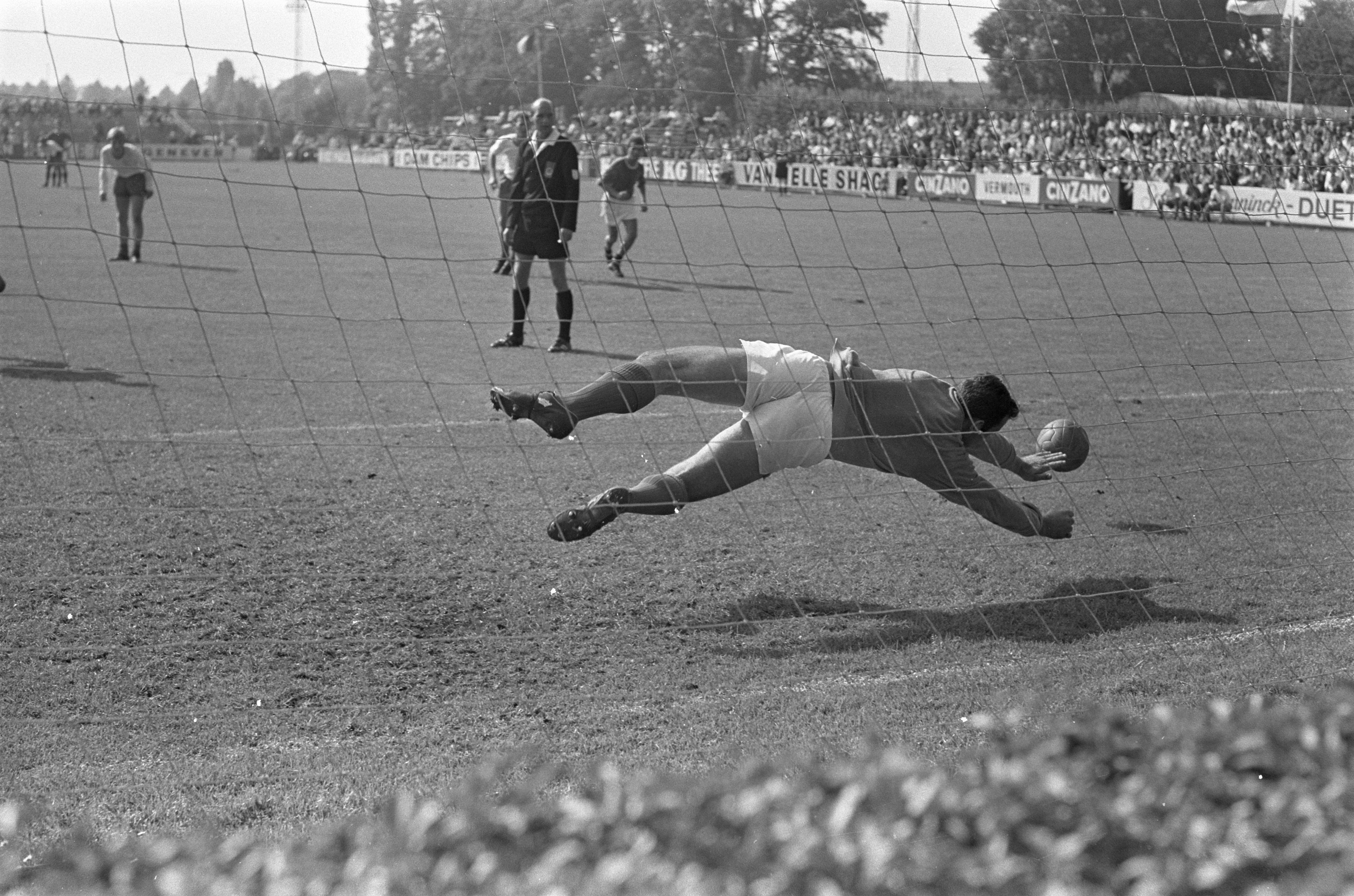
Paternotte stopt een strafschop (Blauw-Wit-Vitesse, 25 augustus 1968)

Pieter Jacobus Paternotte (Amsterdam, 30 augustus 1942 – Haghorst, 5 november 2008) was een Nederlands voetballer. Hij was doelman van achtereenvolgens AFC Ajax, Blauw-Wit en HFC Haarlem.
Als doelman kwam Paternotte in het seizoen 1964/1965 tweemaal uit voor Ajax. Hij was tijdens dit rampseizoen tweede doelman achter Ronnie Boomgaard. Daarna speelde hij voornamelijk in het reserve-elftal van de Amsterdamse club. Na zijn periode bij Ajax vertrok hij naar stadsgenoot Blauw-Wit. Barry Hughes haalde hem in 1969 naar  Haarlem, waar hij tot 1971 vaste doelman bleef. Een knieblessure maakte echter in 1971 op 28-jarige leeftijd een einde aan zijn loopbaan als voetballer. Paternotte was in het dagelijks leven handelaar in sanitairartikelen. In de eredivisie speelde hij in totaal 55 wedstrijden voor Haarlem. Eind 2008 overleed Paternotte op 66-jarige leeftijd in zijn woonplaats Haghorst.